# Orzeliscus belopus
Orzeliscus belopus är en djurart som tillhör fylumet trögkrypare, och som beskrevs av Du Bois-Reymond Marcus 1952. Orzeliscus belopus ingår i släktet Orzeliscus och familjen Halechiniscidae. Inga underarter finns listade i Catalogue of Life.